# Estisch curlingteam (gemengd)
Het Estisch curlingteam vertegenwoordigt Estland in internationale curlingwedstrijden.

## Geschiedenis
Estland nam voor het eerst deel aan een internationaal toernooi voor gemengde landenteams tijdens de openingseditie van het Europees kampioenschap in het Andorrese Canillo. Het bereikte de play-offs niet. Ook in latere jaren kwam Estland niet verder dan een gedeeld achtste of negende plaats. De beste prestatie boekte het team van Martin Lill in 2007 door vier van de zeven wedstrijden winnend af te sluiten.
Na de tiende editie van het EK werd beslist het toernooi te laten uitdoven en te vervangen door een nieuw gecreëerd wereldkampioenschap voor gemengde landenteams. De eerste editie vond in 2015 plaats in het Zwitserse Bern. Een gedeeld vijfde plaats haalde Estland in 2017. Het team van Andres Jakobson verloor in de kwartfinale van Tsjechië met 7-4.

## Estland op het wereldkampioenschap
| Jaar | Plaats | Skip            | WG | W | V | PV | PT |
| ---- | ------ | --------------- | -- | - | - | -- | -- |
| 2015 | 15     | Martin Lill     | 8  | 4 | 4 | 43 | 47 |
| 2016 | 20     | Kaarel Holm     | 7  | 3 | 4 | 31 | 44 |
| 2017 | 5      | Andres Jakobson | 8  | 4 | 4 | 36 | 48 |
| 2018 | 15     | Andres Jakobson | 8  | 4 | 4 | 40 | 47 |
| 2019 | 27     | Erkki Lill      | 7  | 2 | 5 | 51 | 42 |
| 2022 | 21     | Mikhail Vlassov | 7  | 2 | 5 | 38 | 54 |
| 2023 | 25     | Karl Kukner     | 7  | 2 | 5 | 41 | 46 |
| 2024 | 23     | Triin Madisson  | 6  | 2 | 4 | 31 | 37 |

## Estland op het Europees kampioenschap
| Jaar | Plaats | Skip            | WG | W | V | PV | PT |
| ---- | ------ | --------------- | -- | - | - | -- | -- |
| 2005 | 10     | Martin Lill     | 5  | 3 | 2 | 43 | 35 |
| 2006 | 13     | Martin Lill     | 5  | 3 | 2 | 31 | 26 |
| 2007 | 8      | Martin Lill     | 7  | 4 | 3 | 40 | 32 |
| 2008 | 17     | Andres Jakobson | 7  | 2 | 5 | 31 | 46 |
| 2009 | 13     | Erkki Lill      | 7  | 3 | 4 | ?  | ?  |
| 2010 | 14     | Andres Jakobson | 7  | 3 | 4 | ?  | ?  |
| 2011 | 18     | Erkki Lill      | 7  | 2 | 5 | 32 | 35 |
| 2012 | 9      | Erkki Lill      | 7  | 4 | 3 | 33 | 32 |
| 2013 | 22     | Erkki Lill      | 7  | 1 | 6 | 30 | 45 |
| 2014 | 13     | Erkki Lill      | 7  | 3 | 4 | 48 | 40 |